# Високогірний клімат

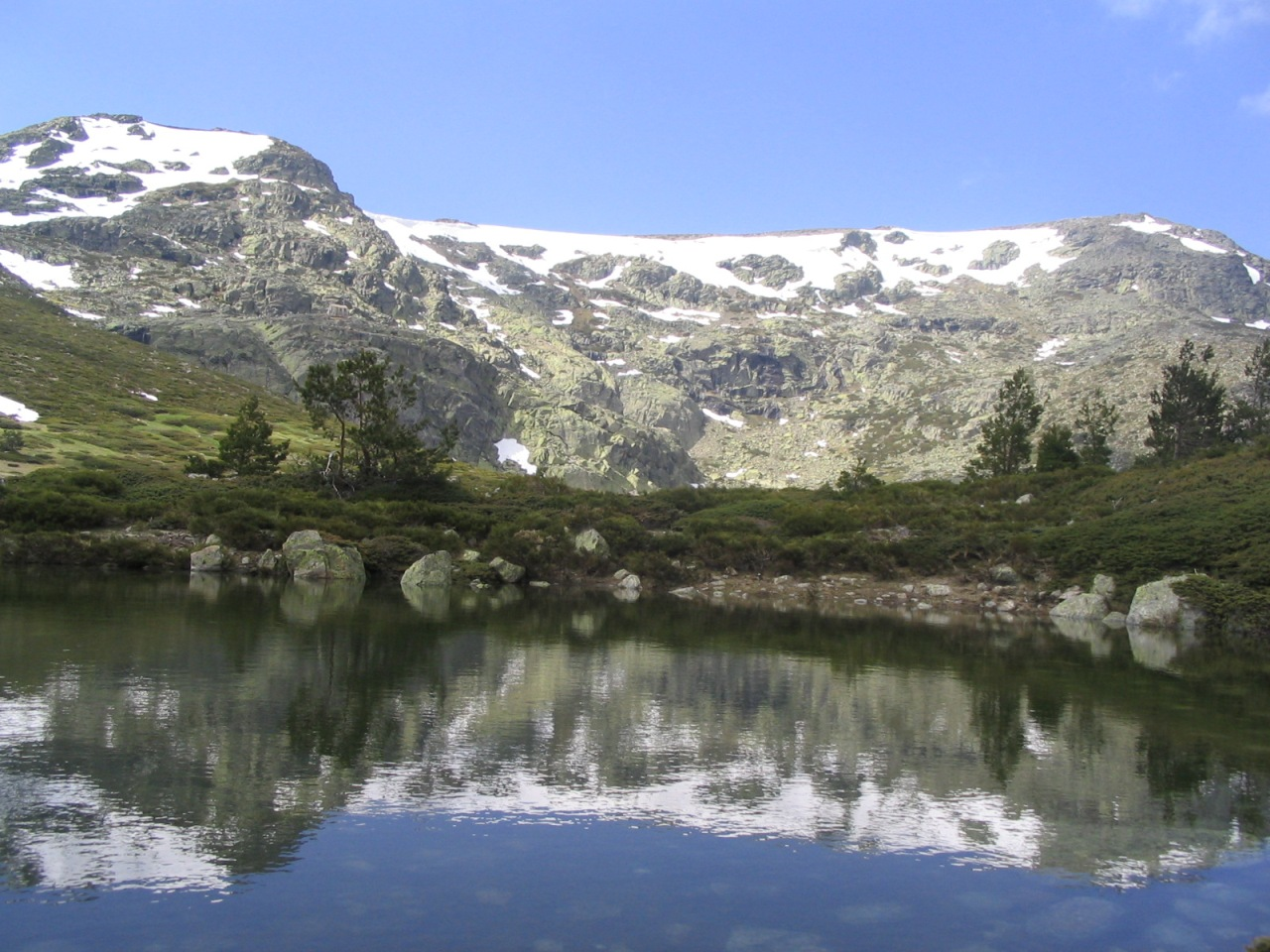
Вершина Пеньялара, найвища в гірському ланцюгу, Іспанія

Високогірний клімат — клімат на значних висотах в горах.
Гірський клімат, клімат гірських місцевостей — характеризується низьким атмосферним тиском, певною температурою та вологістю повітря, прозорістю та чистотою повітря, підвищеною сонячною радіацією, часто гірсько-долинними вітрами. Кількість опадів залежить від експозиції схилів.
Різновид гірського клімату — високогірний клімат — формується на висоті 2—3 тисячі м.